# Dimitar Sograf

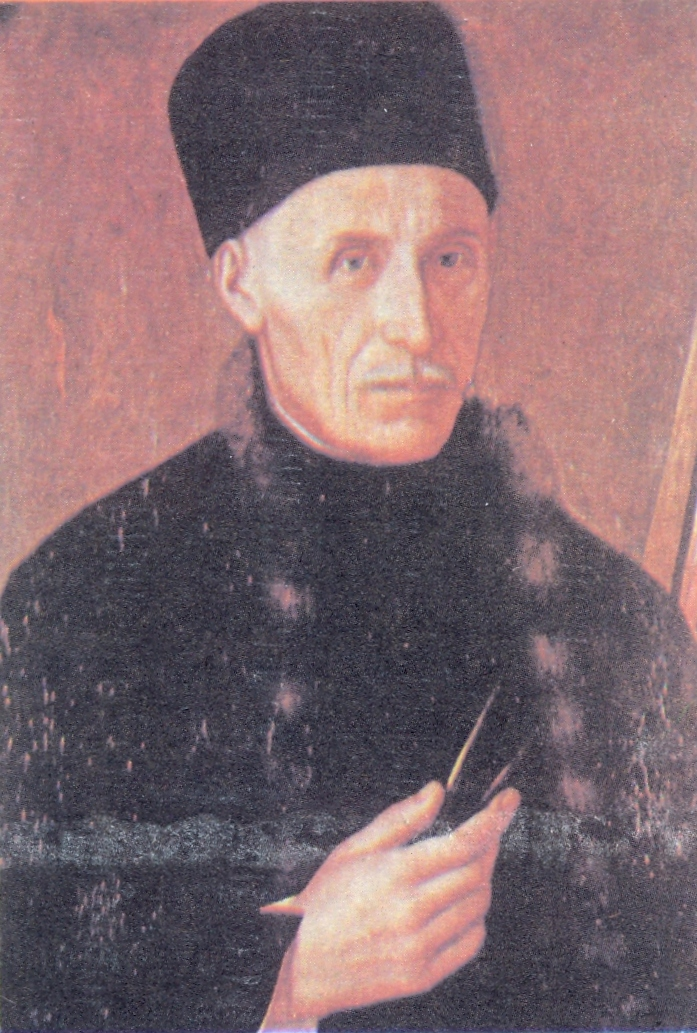
Dimityr Sograf auf einem Bild von Stanislaw Dospewski, um 1860

Dimityr Sograf, eigentlich Dimityr Christow Dospewski (bulgarisch Димитър Зограф; * 1796 in Samokow; † 9. Oktober 1860 ebenda) war ein bulgarischer Maler.
Er ist als Maler von Ikonen und Fresken und Vertreter der Samokower Malschule bekannt. So befinden sich von ihm geschaffene Ikonen in Kirchen in Plowdiw und Berkowiza. Außerdem schuf er Fresken im Kloster Rila. Zu seinen Schülern gehörten sein Bruder Sachari Sograf sowie seine Söhne Safir Dospewski, Nikola Dospewski, Sachari Dospewski und Iwan Dospewski.